# Tony Dolan

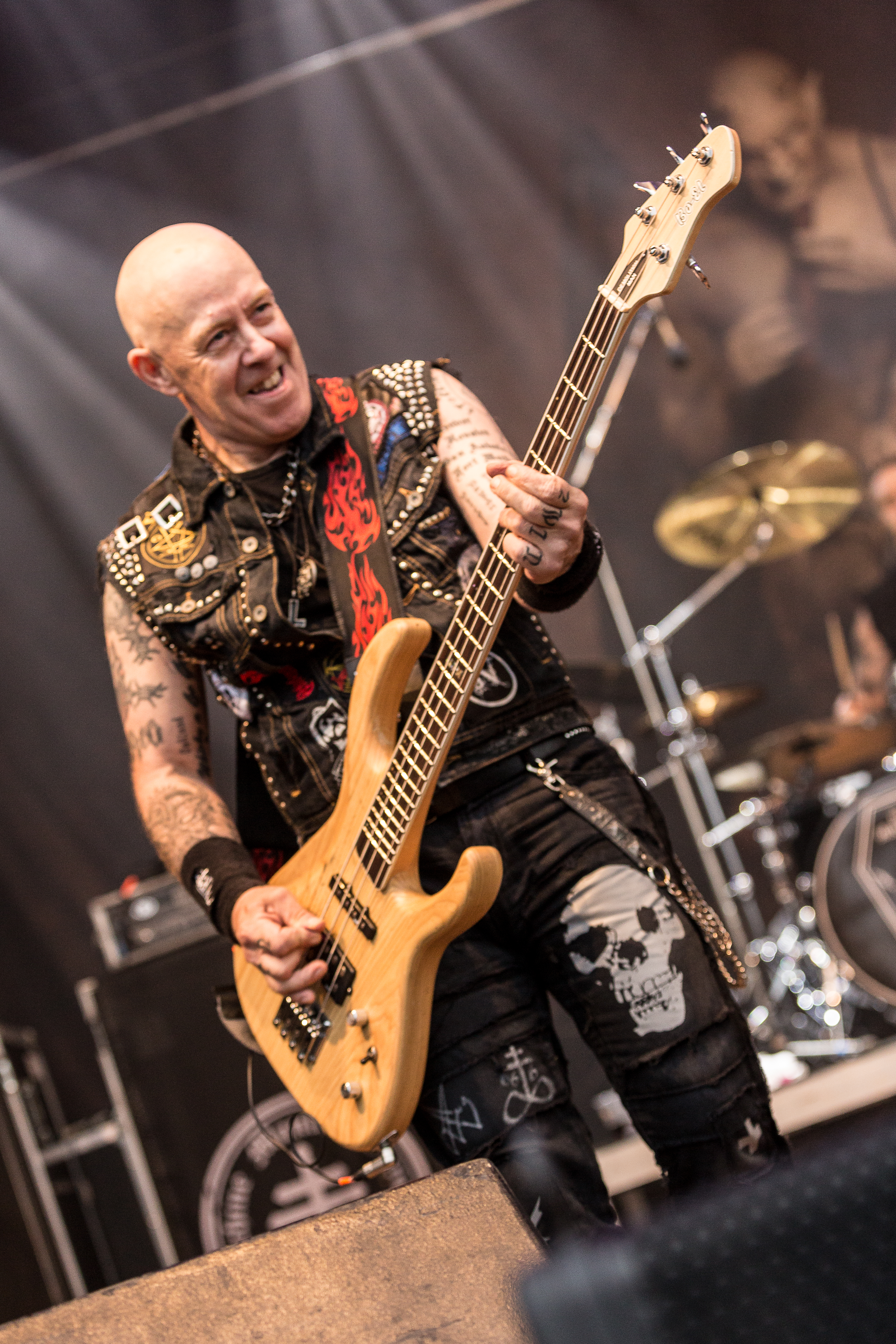
Tony Dolan (2019)

Tony „Demolition” Dolan znany również jako „Demolition Man” (ur. 1964) – brytyjski muzyk i aktor, znany zwłaszcza jako basista i wokalista metalowych zespołów takich jak Atomkraft czy Venom.

## Życiorys
Dolan i Paul Spillett utworzyli Atomkraft w Newcastle w 1979 roku. Był wokalistą w latach 1979–1986, gitarzystą od 1979 do 1981 i ponownie w 1988, krótko przed rozpadem zespołu. Od 1981 do 1987 grał na basie. Kiedy Atomkraft został odtworzony w 2004 roku, Dolan został jego basistą i wokalistą ponownie. W 1988 zaoferowano mu taką samą rolę w prominentnym wówczas Venomie. Nagrał wówczas trzy albumy przed opuszczeniem zespołu w 1993 roku. Brał udział również w innych przedsięwzięciach muzycznych jak Mantas, Dogmatix i Raubtier. W 2010 roku z Jeffreyem Dunnem i Anthonym Lantem objął funkcję basisto-wokalisty w M-Pire of Evil.

## Wyposażenie
- Aria Pro II Cardinal Series CSB-380
- Aria Pro II SB-1000
- Ibanez Artist bass (czerwone wykończenie, używana na koncercie Venomu z 1990 roku)
- Overwater bass
- M-16 bass
- Infinity Perspex bass
- B.C.Rich Zombie bass clone
- Washburn (pięciostrunowy)
- Rickenbacker 4001
- LTD F-414FM

## Dyskografia

### Z Atomkraftem
- Future Warriors (1985)
- Queen of Death (EP) (1986)
- Tonpress (1987)
- Conductors of Noise (1987)
- Total Metal – The NEAT Anthology (2005)

### Z Venomem
- Prime Evil (1989)
- Tear Your Soul Apart (EP) (1990)
- Temples of Ice (1991)
- The Waste Lands (1992)

### Z M-Pire of Evil
- Creatures Of The Black (EP) (2001)
- Hell To The Holy (2012)
- Crucified (2013)

### Inne projekty
- Dogmatix – Conspiracy (2000) – gitara, bas
- Mantas – Zero Tolerance (2004) – bas
- Superthriller – Zero (2004) – gitarowe solo na „Upgrade”
- Joe Matera – Slave To The Fingers (EP) (2011) – bas
- Joe Matera – Creature Of Habit (2012) – bas
- Eversin – Tears On The Face Of God (2012) – wokal na „Nightblaster”

## Filmografia
- Sędzia Dredd (1995) – Ivan
- Pan i władca: Na krańcu świata (2003) – Pan Lamb, cieśla
- Battlefied Britain (2004) – Więzień/Królewski muszkieter
- Brudna wojna (2004) – Przewodniczący oficer TSG